# Егрегор
Егре́гор (дав.-гр. ἐγρήγοροι — «дух-охоронець») — в окультних давніх і новітніх релігійних рухах⁣, а також теоріях — «душа», «стани», «ментальний конденсат», який породжують думки й емоції людей; відтак егрегор набуває самостійного буття. Академічна наука не визнає теорію егрегора.
Окультисти вважають, що егрегори мають реліквії, пам'ятні речі та інші предмети, які, на переконання самих людей, допомагають їм в різний спосіб або, навпаки, несуть нещастя, прокляття. За їхніми переконаннями сила і довговічність егрегора залежить від узгодженості й чисельності групи.
Французький письменник Серж Ютен дає «егрегору» таке визначення — "структурна психологія народу".

## Етимологія
Слово «егрегор» з грецької перекладається як дух-охоронець. Вважається, що слово «егрегор» було запозичена з грецького тексту Септуагінти, де воно згадується в «Плачі Єремії», 4:14.
Крім того, слово вживається в грецьких текстах Книги Еноха та Книги Ювілеїв.

## Історія використання
Поняття егрегора є одним з понять теософії. У своїх працях його охоче використовували Папюс та інші дослідники. В окультизмі егрегор — істота, наділена квазірозумом.
Шляхом існування, за окультною термінологією, одночасно в астральному та ментальному плані, воно здатне на найпростіші логічні операції з емоціями і почуттями людей.
З погляду біоенергоінформатики «егрегор» — енерго-інформаційно-тимчасова структура, яка виникає за співспрямованих дій групи людей, які об'єднані спільним прагненням.
Постулюється наявність різних егрегорів: релігійних, родоплемінних, кланових, магічних орденів, деяких філософських учень, творчих шкіл, колективів, які тривало та цілеспрямовано співпрацюють, соціальних течій тощо.
У рамках такого об'єднання людей передбачається взаємний розвиток егрегора й індивідуумів через обмін інформацією, енергіями, що сприяє розвитку гіпотетичного «колективного розуму».
Загалом же егрегор можна охарактеризувати, як якесь породження думок групи людей, чинне незалежно від кожного з членів групи, а можливо, і від всієї групи в цілому.
На поч. XX ст. французький окультист-самоук Франсуа Менон у роботі «Загальний нарис з теорії егрегорів» виділяв шість т. зв. «Глобальних егрегорів», або сил, породжених думками людей про їхні категорії буття й здатних управляти людськими життями в глобальному аспекті. Серед цих сил він виділяв «Добро» та «Зло», «Життя» й «Смерть», «Порядок» і «Хаос». Ця теорія, проте, не отримала широкого розголосу (книга Менона вийшла дуже невеликим накладом), ставши надбанням кількох невеликих таємних товариств.

## Додатково
Іноді можна зустріти вимову слова з наголосом на третьому складі (егрего́р), однак правильною вимовою є наголос на другому складі.